# آرمن باغداساروف
آرمن باغداساروف (روسی: Армен Багдасаров؛ زادهٔ ۳۱ ژوئیهٔ ۱۹۷۲) یک جودوکا ارمنی‌تبار اهل ازبکستان است. وی نخستین مدال‌آور ازبکستان در بازی‌های المپیک پس از استقلال این کشور است.
وی در مسابقات کشوری و بین‌المللی در مجموع برندهٔ ۲ مدال طلا، ۳ مدال نقره، ۲ مدال برنز شده‌است.